# Eduardo Gurbindo Martínez
Eduardo Gurbindo Martínez (Pamplona el 8 de novembre de 1987) és un jugador d'handbol navarrès que va jugar al BM Valladolid fins a 2012 quan signar pel FC Barcelona Handbol.
La temporada 2013-2014, va guanyar cinc títols amb el FC Barcelona, en un gran any en què l'equip només no va poder guanyar la Copa d'Europa, i a la Lliga ASOBAL va guanyar tots 30 partits disputats, amb un nou rècord de gols, 1146.